# Leucopis alticeps
Leucopis alticeps är en tvåvingeart som beskrevs av Leander Czerny 1936. Leucopis alticeps ingår i släktet Leucopis och familjen markflugor. Inga underarter finns listade i Catalogue of Life.